# Jonas Risberg
Jonas Risberg, född den 17 januari 1810 i Piteå, död den 19 augusti 1886 i Nysätra församling, var en svensk läkare. Han var far till Fridolf Risberg.
Risberg blev student 1830 vid Uppsala universitet, där han avlade medicine kandidatexamen 1837 och medicine licentiatexamen 1838. Han promoverades till medicine doktor 1841. Risberg var tillförordnad extra provinsialläkare i Ljusdals distrikt, Gävleborgs län, 1839–1843 och i Nysätra distrikt, Västerbottens län, 1843–1877.